# ガイウス・マルキウス・フィグルス (紀元前64年の執政官)
ガイウス・マルキウス・フィグルス（ラテン語: Gaius Marcius Figulus、生没年不明）は紀元前1世紀初期・中期の共和政ローマの政治家。紀元前64年に執政官（コンスル）を務めた。

## 出自
フィグルスはノビレス（新貴族）のプレブス（平民）であるマルキウス氏族の出身である。ローマで最も古い氏族の一つであり、紀元前1世紀初頭に作られた家系図では、反逆者グナエウス・マルキウス・コリオラヌスの子孫とされ、さらに遡ると第4代ローマ王アンクス・マルキウスにたどり着く。アンクス・マルキウスの母方の祖父は第4代王ヌマ・ポンピリウスであり、古代の系図家はヌマのの息子の一人からこの家族の起源をトレースしようとし、軍神マルスとの関係を主張した。
マルキウス氏族は当初はパトリキ（貴族）であったと思われるが、一族で最初に執政官になったのは、紀元前357年のガイウス・マルキウス・ルティルスであり、彼以降歴史に登場するマルキウス氏族の人物は、全てプレブスである。
コグノーメンのフィグルスは陶芸家を意味する。フィグルス家で最も著名な人物は、フィグルスの曽祖父で紀元前162年と紀元前156年に執政官を務めたガイウス・マルキウス・フィグルスである。祖父は著名な法律家ではあったが、プラエトル（法務官）までしか出世できなかった。父に関しては何も分からず、高位官職には就任しなかったようだ。

## 経歴
フィグルスは一族の再興を行わなければならなかったが、彼がどのようにしてこれを実現し、執政官職を得ることができたのかは不明である。執政官就任以前のフィグルスの経歴は何も分からない。当時のコルネリウス法（Lex Cornelia de magistratibus）から逆算して、遅くとも紀元前67年には法務官に就任したはずである。
紀元前64年、フィグルスはパトリキのルキウス・ユリウス・カエサルと共に、執政官に就任する。歴史学者はマルキウス氏族とユリウス氏族には長年の同盟関係があったことを示唆しており、従って両者が同時に執政官に就任したのは偶然ではないと思われる（プラエトル時代にも同僚であった可能性がある）。ルキウスまたはフィグルスが議長となり、元老院は高位政務官候補者の選挙活動に同行する人数を制限することを決議している（キケロは貧しい人々が受けた恩義を返せる数少ない手段を禁止すべきでないとしている）。また、民会の自由と公共の平和を害するとして、いくつかの違法なコレギウム（ギルド、組合）を禁止した。このうちの一つが四つ辻のラレース（守護神）を祀る組合で、後にプブリウス・クロディウス・プルケルが護民官の時（紀元前58年）に復活させている（Lex Clodia de collegia）。
紀元前63年末、ルキウス・セルギウス・カティリナによるローマ転覆の陰謀が発覚し、カティリナ本人はローマを脱出したものの、共謀者達が逮捕された。ルキウスも12月5日に開かれた、共謀者の処遇を議論する元老院会議に出席している。執政官キケロは、民会による裁判を行うことなしに、共謀者の処刑を求めた。フィグルスは他の執政官経験者と共に裁判なしの処刑に賛成した。このしばらく後、フィグルスは死去した。キケロの『法律について』に、フィグルスの死去が言及されている。キケロと友人ティトゥス・ポンポニウス・アッティクスの会話として、この頃のローマ人が贅沢の尺度を知らなかった例として、フィグルスの墓をあげている。

## 参考資料

### 古代の資料
- ガイウス・スエトニウス・トランクィッルス『皇帝伝』
- プルタルコス『対比列伝』
- マルクス・トゥッリウス・キケロ『ムレナ弁護』
- マルクス・トゥッリウス・キケロ『ピリッピカ』
- マルクス・トゥッリウス・キケロ『アッティクス宛書簡集』
- マルクス・トゥッリウス・キケロ『法律について』

### 研究書
- Broughton R. Magistrates of the Roman Republic. - New York, 1952. - Vol. ISH. - P. 600.
- Münzer F. Iulius 143 // Paulys Realencyclopädie der classischen Altertumswissenschaft . - 1918 .-- T. X, 19 . - S. 468-471 .
- Münzer F. Marcius // Paulys Realencyclopädie der classischen Altertumswissenschaft . - 1930. - Bd. IV. - S. 1535-1540.
- Münzer F. Marcius 63 // Paulys Realencyclopädie der classischen Altertumswissenschaft . - 1930. - Bd. IV. - S. 1559-1560.